# Pentatonix (album)
Pour les articles homonymes, voir Pentatonix (homonymie).
Pentatonix est le nom du quatrième album (et le premier principalement écrit) par le groupe américain a cappella Pentatonix. Cet album est sorti le 16 octobre 2015.
La date de sortie a été annoncée sur Twitter par une série de photos mettant en vedette les cinq membres du groupe, postées au cours d'une période de cinq jours, avec un membre du groupe ajouté à l'image chaque jour, aboutissant à la date finale, révélée le 28 août. Il est en tout le septième album de la discographie du groupe.
Il s'agit du premier album du groupe composé principalement de chansons originales (les seules « covers » étant la chanson de Shai If I Ever Fall In Love et les pistes bonus sur la version deluxe de l'album). Pentatonix marque également la première fois où les membres du groupe reçoivent des crédits pour la majorité des chansons.
Pentatonix a fait ses débuts au sommet du US Billboard 200 chart avec 98 000 unités, l'album étant leur premier album no 1 sur cette plateforme.

## Liste des titres
| No  | Titre                    | Durée |
| --- | ------------------------ | ----- |
| 1.  | "Na Na Na"               | 2'35  |
| 2.  | "Can't Sleep Love"       | 2'53  |
| 3.  | "Sing"                   | 2'57  |
| 4.  | "Misbehavin"             | 3'42  |
| 5.  | "Ref"                    | 3'14  |
| 6.  | "First Things First"     | 2'41  |
| 7.  | "Rose Gold"              | 3'43  |
| 8.  | "If I Ever Fall in Love" | 3'14  |
| 9.  | "Cracked"                | 2'54  |
| 10. | "Water"                  | 3'11  |
| 11. | "Take Me Home"           | 2'56  |
| 12. | "New Year's Day"         | 3'37  |
| 13. | "Light in the Hallway"   | 4'14  |

## Réception

### Réception commerciale
L'album a débuté à la 9e place en Nouvelle-Zélande et à la première sur le Billboard 200 aux États-Unis). Il a commencé avec 98 000 albums vendus 88 000 dans les ventes d'album pures)

### Réception critique
L'album a reçu des critiques plutôt positives. Matt Collier de AllMusic a écrit : « En fin de compte, en choisissant de s'éloigner des covers, Pentatonix a contribué à pousser le style a cappella encore plus loin dans le feu des projecteurs de la pop. Et le fait que les seuls instruments qu'ils ont utilisés pour faire cet album sont leurs voix rend leur réalisation d'autant plus impressionnante »

## Musiciens
- Scott Hoying – leader baryton et chœurs
- Mitch Grassi – leader ténor et chœurs
- Kirstin Maldonado – leader mezzo-soprano et chœurs
- Avi Kaplan – basse vocale, leader basse et chœurs
- Kevin Olusola – percussion vocale, beatbox, chœurs, rap
- Thaddus Kuk Harrell, Martin Johnson, Ed Boyer, Drew Pearson, Ben Bram – production
- Jason Derulo – chant sur If I Ever Fall in Love
- Tink – chant sur Can't Sleep Love(deluxe version only)

## Classements hebdomadaires
| Chart (2015)                  | Classement |
| ----------------------------- | ---------- |
| Australie (ARIA)              | 5          |
| Autriche (Ö3 Austria Top 40)  | 14         |
| Belgique (Flandre Ultratop)   | 26         |
| Belgique (Wallonie Ultratop)  | 77         |
| Canada (Canadian Albums)      | 7          |
| Pays-Bas (Mega Album Top 100) | 14         |
| France (SNEP)                 | 83         |
| Allemagne (Media Control AG)  | 38         |
| Irlande (IRMA)                | 21         |
| Italie (FIMI)                 | 33         |
| Nouvelle-Zélande (RIANZ)      | 8          |
| Norvège (VG-lista)            | 21         |
| Portugal (AFP)                | 20         |
| Espagne (Promusicae)          | 57         |
| Suisse (Schweizer Hitparade)  | 24         |
| Royaume-Uni (UK Albums Chart) | 18         |
| États-Unis (Billboard 200)    | 1          |

## Certifications
| Pays              | Certification | Unités certifiées |
| ----------------- | ------------- | ----------------- |
| États-Unis (RIAA) | Or            | 500 000           |